# برناردو فورت-برشیا
برناردو فورت-برشیا (به انگلیسی: Bernardo Fort-Brescia) متولد ۱۹۵۱، معمار آمریکایی پرو تبار است.
او به همراه همسر خویش در ۱۹۷۷، شرکت مشهور آرکیتکتانیکا (به انگلیسی: Arquitectonica) را تأسیس نمود.